# Haisnes
Haisnes és un municipi francès situat al departament del Pas de Calais i a la regió dels Alts de França. L'any 2007 tenia 4.271 habitants.

## Demografia

### Població
El 2007 la població de fet de Haisnes era de 4.271 persones. Hi havia 1.571 famílies de les quals 328 eren unipersonals (102 homes vivint sols i 226 dones vivint soles), 414 parelles sense fills, 631 parelles amb fills i 198 famílies monoparentals amb fills.
La població ha evolucionat segons el següent gràfic:
Habitants censats

### Habitatges
El 2007 hi havia 1.635 habitatges, 1.581 eren l'habitatge principal de la família, 2 eren segones residències i 51 estaven desocupats. 1.574 eren cases i 55 eren apartaments. Dels 1.581 habitatges principals, 875 estaven ocupats pels seus propietaris, 588 estaven llogats i ocupats pels llogaters i 117 estaven cedits a títol gratuït; 8 tenien una cambra, 71 en tenien dues, 132 en tenien tres, 550 en tenien quatre i 820 en tenien cinc o més. 1.269 habitatges disposaven pel capbaix d'una plaça de pàrquing. A 701 habitatges hi havia un automòbil i a 557 n'hi havia dos o més.

### Piràmide de població
La piràmide de població per edats i sexe el 2009 era:
| Homes | Edats   | Dones |
| ----- | ------- | ----- |
| 0     | 95 o +  | 0     |
| 0     | 90 a 94 | 0     |
| 4     | 85 a 89 | 12    |
| 20    | 80 a 84 | 36    |
| 20    | 75 a 79 | 56    |
| 72    | 70 a 74 | 84    |
| 60    | 65 a 69 | 84    |
| 56    | 60 a 64 | 80    |
| 100   | 55 a 59 | 88    |
| 164   | 50 a 54 | 156   |
| 220   | 45 a 49 | 252   |
| 156   | 40 a 44 | 216   |
| 128   | 35 a 39 | 152   |
| 132   | 30 a 34 | 116   |
| 68    | 25 a 29 | 80    |
| 176   | 20 a 24 | 200   |
| 236   | 15 a 19 | 292   |
| 200   | 10 a 14 | 160   |
| 140   | 5 a 9   | 192   |
| 96    | 0 a 4   | 52    |

## Economia
El 2007 la població en edat de treballar era de 2.917 persones, 1.932 eren actives i 985 eren inactives. De les 1.932 persones actives 1.592 estaven ocupades (946 homes i 646 dones) i 340 estaven aturades (160 homes i 180 dones). De les 985 persones inactives 224 estaven jubilades, 314 estaven estudiant i 447 estaven classificades com a «altres inactius».

### Ingressos
El 2009 a Haisnes hi havia 1.598 unitats fiscals que integraven 4.419 persones, la mediana anual d'ingressos fiscals per persona era de 14.667 €.

### Activitats econòmiques
Dels 76 establiments que hi havia el 2007, 1 era d'una empresa extractiva, 2 d'empreses alimentàries, 4 d'empreses de fabricació d'altres productes industrials, 6 d'empreses de construcció, 16 d'empreses de comerç i reparació d'automòbils, 7 d'empreses de transport, 3 d'empreses d'hostatgeria i restauració, 2 d'empreses d'informació i comunicació, 1 d'una empresa financera, 2 d'empreses immobiliàries, 7 d'empreses de serveis, 21 d'entitats de l'administració pública i 4 d'empreses classificades com a «altres activitats de serveis».
Dels 13 establiments de servei als particulars que hi havia el 2009, 1 era una oficina de correu, 1 una oficina bancària, 1 funerària, 1 taller de reparació d'automòbils i de material agrícola, 1 autoescola, 3 guixaires pintors, 2 lampisteries, 1 empresa de construcció, 1 perruqueria i 1 restaurant.
Dels 6 establiments comercials que hi havia el 2009, 1 era una botiga de menys de 120 m², 1 una fleca, 1 una sabateria, 1 una botiga d'electrodomèstics i 2 floristeries.
L'any 2000 a Haisnes hi havia 6 explotacions agrícoles.

## Equipaments sanitaris i escolars
El 2009 hi havia 1 centre de salut i 2 farmàcies.
El 2009 hi havia 1 escola maternal i 3 escoles elementals.

## Poblacions més properes
El següent diagrama mostra les poblacions més properes.